# William McDonald
William Dubois McDonald (New Orleans, Luisiana, 5 de octubre de 1979) es un baloncestista estadounidense y juega en Yokohama B-Corsairs de la B.League japonesa. Con 1,06 metros de altura, juega en la posición de pívot.

## Trayectoria
En España jugó en el CB Gran Canaria, para pasar posteriormente al Estudiantes, y de ahí, en la temporada 2007/2008, dio el salto al Tau Cerámica Baskonia, una de las potencias del baloncesto Europeo.
Su polémico matrimonio de conveniencia con la estríper Eva Fernández le consiguió la nacionalidad española pero tuvo consecuencias negativas, la propia mujer del jugador confirmó en una entrevista en el diario Público que su matrimonio era pactado, y eso originó un escándalo que dejó fuera de la Supercopa 2007 a McDonald.
En el verano de 2009 abandonó el Saski Baskonia para volver al club que le abrió las puertas de la ACB, el Gran Canaria 2014. Al final de su primera temporada, de las tres previstas, el club acuerda el traspaso al DKV Joventut, con el que firma un contrato de un año.
McDonald  es un jugador con gran experiencia en la liga China, donde ha jugado en el pasado en el Fujian, hasta por tres veces, y en el propio Jiangsu, por dos veces, la última en la campaña 2015-16, con 22.3 puntos y 8.6 rebotes por partido. En 2017, con 37 años vuelve a las filas de los Jiangsu Dragons.